# Need for Speed: Most Wanted (joc video din 2012)
'Need for Speed: Most Wanted (2012) (abreviat  NFS:MW  sau simplu  Most Wanted ) este un joc open world de curse creat de compania britanică Criterion Games și publicată de EA. A fost anunțat în data de 4 iunie în timpul conferinței de presă E3. Most Wanted este al 19-lea titlu din seria lungă Need for Speed și a fost lansat în toată lumea  pentru Microsoft Windows, PlayStation 3, Xbox 360, PlayStation Vita, iOS și Android, începând cu America de Nord pe 30 octombrie 2012 care va avea și o versiune pentru Wii U în 2013. Jocul este asemănător titlului anterior cu același nume, fiind exact opus jocului Hot Pursuit, jocul precedent creat de Criterion Games